# Kristoffer Pallesen
Kristoffer Pallesen (født 30. april 1990) er en tidligere dansk professionel fodboldspiller, der spillede for superligaklubben AaB.

## Karriere
Pallesen spillede som ungdomsspiller i AGF, men slog aldrig igennem på førsteholdet. Han skiftede derfor til en anden Aarhus-klub IK Skovbakken, hvor han spillede, indtil Hobro hentede ham til klubben i 2011.

### Hobro IK
I februar 2011 skiftede Pallesen til Hobro IK, hvor han fulgte i fodsporene på hans træner i Skovbakken Jakob Michelsen. I første omgang fik han en 6 måneder lang kontrakt med Hobro, men aftalen blev kort efter forlænget med yderligere et år, så den løb frem til sommeren 2013. Pallesen spillede primært som back i forsvaret. Et halvt år før kontraktens udløb meddelte Viborg FF, at man fra 1. juli 2013 havde indgået en 3-årig aftale med Pallesen.

### Viborg FF
Efter indgåelse af den 3-årige kontrakt med Viborg FF i januar 2013, havde Kristoffer Pallesen første træning med holdet den 24. juni og fik tildelt trøjenummer 15.

### AaB
Den 3. juli 2017 blev Pallesen officielt præsenteret som ny spiller i AaB. Klubben købte ham fri fra sin kontrakt i Viborg FF. Ifølge Ekstra Bladet afviste Viborg i første omgang et bud på 1.700.000 kroner fra AaB, hvorefter Viborg sidenhen få dage senere ifølge TV3 Sport accepterede et bud på 2.500.000 kroner.
Han fik sin officielle debut for AaB allerede i 2017-18-Superligasæsonens første spillerunde, da han startede inde og spillede alle 90 minutter i 1-1-kampen ude mod F.C. København.